# Brachypogon hamiltoni
Brachypogon hamiltoni är en tvåvingeart som beskrevs av Meillon och Wirth 1981. Brachypogon hamiltoni ingår i släktet Brachypogon och familjen svidknott. Inga underarter finns listade i Catalogue of Life.